# Гргур Гризогоно
Гргур Гризогоно (Гргур Барски) родом из Задра, био је надбискуп у Бару, вјероватно у периоду од 1172. до 1196. године. Именовао га је папа Александар Трећи, уз помоћ сплитског надбискупа Раниера. Умро је у Задру.

## Претпоставка о ауторству „Љетописа попа Дукљанина“
За Гргура Гризогона постоји претпоставка (тврдња) да је он аутор „Љетописа попа Дукљанина“ ("Барски родослов").

## Тужба због Немањиног намета
Сачуване су три посланице надбискупа Гргура. У једној се тужи папском легату Гвартерију на намет Стефана Немање. Свједок у парници између темплара и манастира Св. Козме и Дамјана, био је током 1194. године.